# Philipp Joachim Örnestedt
Philipp Joachim Örnestedt (* 5. Dezember 1625 in Wolgast als Philipp Joachim Joel; † 27. August 1682 in Anklam) war schwedischer Nachschuboffizier und Regierungsrat in Schwedisch-Pommern.

## Leben
Philipp Joachim Joel war der jüngere Sohn des Franziskus Joel (1595–1631), Hof- und Leibmedicus des pommerschen Herzogs Philipp Julius, und der Hedwig Heun, Tochter des Wolgaster Hofapotheker Joachim Heun. Sein älterer Bruder war Franziskus Örnestedt (1624–1685).
Philipp Joachim Joel wurde 1655 Proviantmeister und 1657 Generalproviantmeister der schwedischen Armee. Am 1. August 1662 wurde er mit dem Namen Örnestedt in den schwedischen Adelsstand erhoben. 1663 wurde er Oberkommissar in Pommern und 1663 Regierungsrat der schwedischen Regierung in Pommern. 1675 wurde er Generalkriegskommissar in Schwedisch-Pommern.
Er besaß die Güter Sophienhof bei Loitz in Vorpommern und Dahlen bei Brunn in Mecklenburg-Strelitz, außerdem Krusenhoff und Hopfgarten.

## Familie
Philipp Joachim Joel heiratete 1659 Gertrud Meier (1639–1661), Tochter des Stralsunder Bürgermeisters und schwedischen Landrats Theodor Meier. 1664 schloss er seine zweite Ehe mit Brigitta Sparrfelt (1643–1694), Tochter des schwedischen Kriegsrats Johann Sparrfelt. Aus der zweiten Ehe entstammten vier Söhne und vier Töchter. Sein dritter Sohn Philipp Örnestedt (1674–1739) war ein schwedischer Kavalleriegeneral. Die älteste Tochter Christina Hedwig (* 1667) war mit dem Präsidenten des Wismarer Tribunals Conrad Balthasar Tessin verheiratet.